# Plymouth Adventure
Plymouth Adventure is een Amerikaanse avonturenfilm uit 1952 onder regie van Clarence Brown. Het scenario is gebaseerd op de roman The Voyage of the Mayflower (1950) van de Iers-Tsjechische auteur Ernest Gébler. Destijds werd de film in Nederland uitgebracht onder de titel Dageraad der vrijheid.

## Verhaal
In 1620 maakt het schip de Mayflower vanuit de havenstad Plymouth in Engeland de overtocht naar de Nieuwe Wereld met een honderdtal puriteinse kolonisten aan boord. Onderweg wordt kapitein Christopher Jones verliefd op Dorothy Bradford, de vrouw van de kolonistenleider William Bradford. Bovendien vallen zowel John Alden als Miles Standish voor Priscilla Mullins. Nauwelijks de helft van de schepelingen overleeft de lange zeereis vol ontberingen.

## Rolverdeling
| Acteur         | Personage         |
| -------------- | ----------------- |
| Spencer Tracy  | Christopher Jones |
| Gene Tierney   | Dorothy Bradford  |
| Van Johnson    | John Alden        |
| Leo Genn       | William Bradford  |
| Barry Jones    | William Brewster  |
| Dawn Addams    | Priscilla Mullins |
| Lloyd Bridges  | Coppin            |
| Noel Drayton   | Miles Standish    |
| John Dehner    | Gilbert Winslow   |
| Tommy Ivo      | William Button    |
| Lowell Gilmore | Edward Winslow    |

## Prijzen en nominaties
| Jaar | Prijs  | Categorie              | Genomineerde(n)     | Uitslag  |
| ---- | ------ | ---------------------- | ------------------- | -------- |
| 1952 | Oscars | Beste visuele effecten | Metro-Goldwyn-Mayer | Gewonnen |